# Canoe Creek Indian Reserve 3
Canoe Creek Indian Reserve 3 är ett reservat i Kanada.   Det ligger i provinsen British Columbia, i den sydvästra delen av landet, 3 400 km väster om huvudstaden Ottawa.
Trakten runt Canoe Creek Indian Reserve 3 består i huvudsak av gräsmarker. Trakten runt Canoe Creek Indian Reserve 3 är nära nog obefolkad, med mindre än två invånare per kvadratkilometer.